# Gwardia Cesarska Mandżukuo
Gwardia Cesarska Mandżukuo (chiń. 禁衛隊, jap. しんえいたい) – elitarna jednostka cesarskiej armii Mandżukuo, utworzona w 1933. Gwardziści byli odpowiedzialni za osobistą ochronę cesarza Puyi i wyższych członków rządu. Kwatera główna gwardii mieściła się w stołecznym Xinjing.

## Historia
Gwardia cesarstwa Mandżukuo była wzorowana na japońskiej gwardii cesarskiej, która był odpowiedzialna przede wszystkim za ochronę cesarskiej rodziny. Utworzono ją jeszcze w okresie ustroju republikańskiego (Puyi był prezydentem Mandżukuo w latach 1932–1934). Nawiązania do analogicznej jednostki japońskiej były skutkiem marionetkowego charakteru państwowości Mandżukuo, które w całości było zależne od Japończyków i ich armii kwantuńskiej. Początkowo gwardia liczyła 200 mężczyzn zorganizowanych w kompanię. Później sformowano brygadę – nazwaną Jing’anyoujidui (Specjalny Korpus Gwardii) – wykorzystywaną w operacjach specjalnych podczas pacyfikacji Mandżurii. Część członków Specjalnego Korpusu została jednak wyłączona z działań bojowych i objęła funkcję reprezentacyjno-ochronną jako właściwa gwardia przyboczna cesarza.
Członkami gwardii zostawali wyłącznie etniczni Mandżurowie. Gwardzistów szkolono niezależnie od reszty armii oraz sił japońskich. Mimo w dużej mierze ceremonialnej roli jaką im przydzielono, członkowie otrzymali najnowszą broń palną oraz miecze guntō lub szable. Umundurowanie było koloru jednolicie szarego lub czarnego ze srebrnymi lub złotymi insygniami. Na hełmach umieszczona była pięcioramienna gwiazda w barwach flagi narodowej (złoto, czerwień, błękit, biel i czerń). Uzupełnieniem munduru była czapka typu kepi.
Jednostka przestała istnieć wraz z powodzeniem operacji kwantuńskiej, przeprowadzonej przez żołnierzy radzieckich latem 1945.